# Gustav Witt

Gustav Witt

Carl Gustav Witt (* 29. Oktober 1866 in Berlin; † 3. Januar 1946 in Falkensee) war ein deutscher Stenograf und Astronom.

## Leben
Witt war der Sohn des Berliner Fuhrunternehmers August Witt. Er besuchte zunächst die Lichtenberger Dorfschule, danach die 83. Berliner Gemeindeschule.
Die Gewährung einer Freistelle ermöglichte ihm von seinem 12. Lebensjahre an den Besuch des Andreas-Realgymnasiums, an dem er Ostern 1887 die Reifeprüfung ablegte. Von 1887 bis 1890 studierte er Mathematik und Naturwissenschaften (besonders Astronomie) an der Berliner Friedrich-Wilhelms-Universität.
Bereits in seiner Studienzeit war er als Stenograf tätig, wobei er sich des Stolze-Systems bediente. Seit 1888 arbeitete er als Stenographensekretär beim Preußischen Abgeordnetenhaus und wurde dort 1890 diätarischer Stenograf. Im Jahr 1898 wurde er Stenograf beim Deutschen Reichstag. Dort arbeitete er bis zu seiner Pensionierung im Jahr 1931. Zuletzt war er stellvertretender Direktor des Reichstags-Stenografenbüros. Außerdem stenographierte er zusammen mit seinem Kollegen Dr. Liedloff im Dezember 1917 im Auftrag des Auswärtigen Amtes die Waffenstillstandsverhandlungen mit Russland, die zum Friedensvertrag von Brest-Litowsk führten.
Neben seiner beruflichen Tätigkeit war er seit 1892 Astronom an der Sternwarte der Berliner Urania, seit 1896 dortiger Abteilungsvorstand. Bis zu seinem Verlassen der Sternwarte im Jahr 1900 entdeckte er dort mit dem Bamberg-Refraktor die beiden Asteroiden (422) Berolina (1896) und (433) Eros (1898). Bei Eros handelt es sich um den ersten entdeckten Asteroiden, der sich nicht im Asteroiden-Hauptgürtel aufhält, sondern eine Bahn beschreibt, die teilweise innerhalb der Marsbahn verläuft. Mit Hilfe der Beobachtungen des Asteroiden Eros konnte Wilhelm F. Rabe 1954 die 1873 von Johann Gottfried Galle mit Messungen am Asteroiden (8) Flora bestimmte Astronomische Einheit genauer bestimmen und kam auf einen Wert von 149,531 Millionen Kilometer.
Im Jahr 1905 wurde Witt an der Berliner Universität bei Julius Bauschinger zum Thema Untersuchung über die Bewegung des Planeten 433 Eros zum Dr. phil. promoviert. 1909 habilitierte er sich und lehrte dort seitdem als Privatdozent. 1916 wurde er zum Titularprofessor und 1921 zum nicht beamteten außerordentlichen Professor ernannt. Seit 1913 leitete er zudem die Übungssternwarte der Universität.
Witt war Träger des Eisernen Kreuzes II. Klasse am weißen Band.
Seit 1902 war er mit Martha Thiele, der Tochter des Fabrikbesitzers Carl Thiele, verheiratet. Die beiden hatten zwei Töchter.
Der 1926 entdeckte Hauptgürtel-Asteroid (2732) Witt wurde später zu seinen Ehren benannt. Entsprechendes gilt seit 1974 auch für das Witt Bluff auf der Alexander-I.-Insel in der Antarktis.

## Werke
- Die astronomischen Ortsbestimmungen auf der Irangi-Expedition. In: C. Waldemar Werther: Die mittleren Hochländer des nördlichen Deutsch-Ost-Afrika. Hermann Paetel, Berlin 1898.
- (mit August Kopff) Beobachtungen des Planeten Eros bei der Opposition 1930–1931. In: Astronomische Nachrichten, 237, 1930.
- Baryzentrische Ephemeride des Planeten 433 Eros für die Perihelopposition 1930–1931. Verlag der Astronomischen Nachrichten, Kiel 1933.
- August Liedloff und Brest Litowsk. In: Neue Stenographische Praxis 33 (1985), Heft 1, S. 19–24.